# 나는 길에서 연예인을 주웠다
《나는 길에서 연예인을 주웠다》는 옥수수 오리지널 사전제작 드라마로 2018년 방영 예정작이다.

## 줄거리
《나는 길에서 연예인을 주웠다》는 하루살이 싱글녀 이연서(김가은 분)가 우연한 사건으로 월드스타 강준혁(성훈 분)을 길에서 줍게 되며 그려지는 본격 코미디 감금 로맨스이다.

## 등장인물
- 성훈[2] : 강준혁 역
- 김가은 : 이연서 역 (아역 이도연)
- 김종훈 : 낙구 역
- 한은선 : 문희 역
- 허준석 : 남 과장 역
- 지호성 : 미르 역
- 윤경호 : 변 형사 역
- 박수영 : 진세라 역
- 미미 : 지은 역

### 특별 출연
- 양치승 : 양치승 트레이너 역
- 유병재 : SKB 방송국 원 PD역